# Бертхолд II фон Хайлигенберг
Бертхолд II фон Хайлигенберг (на немски: Berthold II, Graf von Heiligenberg; † 2 май 1262) е граф на Хайлигенберг на северозападния бряг на Боденското езеро в Баден-Вюртемберг.

## Произход
Произлиза от фамилията на графовете на Хайлигенберг от Линцгау в Южен Баден-Вюртемберг. През 1135 г. графовете фон Хайлигенберг получават Линцгау. Резиденцията е старият замък Хайлигенберг, по-късно новият дворец Хайлигенберг, построен ок. 1250 г. от граф Бертхолд фон Хайлигенберг, последният от род Хайлигенберг.
Той е син на граф Бертхолд I фон Хайлигенберг († сл. 1229) и съпругата му Аделхайд фон Хелфенщайн († сл. 1228). Внук е на граф Конрад III фон Хайлигенберг († 1192/1208) и Аделхайд фон Нойфен († ок. 1240), дъщеря на граф Бертхолд I фон Вайсенхорн-Нойфен-Ахалм-Хетинген († сл. 1221) и Аделхайд фон Гамертинген-Ахалм-Хетинген († сл. 1208). Правнук е на Конрад II фон Хайлигенберг († сл. 1181), фогт фон Хайлигенберг и Петерсхаузен, катедрален фогт в Констанц, и праправнук на Хайнрих II фон Хайлигенберг († сл. 1125), фогт фон Петерсхаузен, катедрален фогт в Констанц, синът на първия известен от рода Конрад I фон Хайлигенберг († сл. 1092). Брат е на Конрад VI фон Хайлигенберг († сл. 1240),

## Фамилия
Бертхолд II фон Хайлигенберг се жени пр. 16 януари 1251 г. за графиня Хедвиг фон Монфор/Верденберг (* ок. 1251; † сл. 1262/1275), дъщеря на граф Рудолф I фон Верденберг († 1244/1247), граф на Верденберг-Монфорт-Брегенц, и Клемента фон Кибург († 1249), дъщеря на граф Вернер I фон Кибург († 1228) и принцеса Аликс от Лотарингия († 1242). Те имат децата:
- деца фон Хайлигенберг (* пр. 1253)
- Хуго фон Хайлигенберг († 1253/22 май 1254)
- Бертхолд III († 17 януари 1298), граф на Хайлигенберг, епископ на Кур (1290/91 – 1298)
- Конрад V фон Хайлигенберг († сл. 24 ноември 1276)
- Аделхайд фон Хайлигенберг (* пр. 1254)
- Хайнрих IV фон Хайлигенберг († 1274/1275)